# Hugo Martín Nervo
Hugo Martín „Tincho” Nervo (ur. 6 stycznia 1991 w San Nicolás de los Arroyos) – argentyński piłkarz występujący na pozycji środkowego obrońcy, od 2019 roku zawodnik meksykańskiego Atlasu.